# Acrosiphoniales
Ce taxon est aujourd'hui obsolète.
Ordre
Les Acrosiphoniales formaient un ordre d'algues vertes parmi les Chlorophyta, dans la classe des Ulvophyceae ; cet ordre était alors représenté par une unique  famille, celle des Acrosiphoniaceae.
Ce taxon est devenu obsolète et les genres qui le composaient sont désormais intégrés parmi les Ulotrichales.

## Liste des sous-taxons
Selon ITIS:
- famille Acrosiphoniaceae
  - genre Acrosiphonia J. Agardh, 1846
  - genre Spongomorpha Kuetzing, 1843
  - genre Urospora J. E. Areschoug, 1866